# Paradiset finns om hörnet
Paradiset finns om hörnet (spanska El paraíso en la otra esquina) är en roman av den peruanske författaren och nobelpristagaren i litteratur 2010 Mario Vargas Llosa. Boken publicerades första gången på spanska 2003. Svensk översättning av Peter Landelius kom samma år.
Romanen handlar om livet för två historiska personer, Flora Tristan och hennes dotterson konstnären Paul Gauguin. De två lärde aldrig känna varandra i verkliga livet. Romanen håller fast vid detta men infogar i varje kapitel de bådas historia med deras personliga sökanden.

## Handling
Romanen är en historisk dubbel biografi över den postimpressionistiska  målaren Paul Gauguin och hans mormor Flora Tristan, en av grundarna av feminismen.
På ena sidan står Gauguin sökande efter paradiset såväl i Bretagne som senare på Tahiti. På så sätt tar sig målaren in i ett konstant sökande efter den totala renheten i ett liv utan konventioner som han reflekterar i sin konst och i sitt sätt att se livet. Och på andra sidan livet för Flora Tristán, som drar ut på ett korståg i Frankrike för kvinnans och arbetarnas rättigheter.
Boken är indelad i 11 kapitel, vart och ett med berättelser om omväxlande Flora Tristan och Paul Gauguin. Flora Tristan, oäkta dotter till en förmögen peruansk man och en fransk kvinna, stöts bort av sexualitet, avskyr sin make och överger honom för att kämpa för kvinnors och arbetares rättigheter. Hon byter sitt personliga liv och familj för en sak. I historien om Paul Gauguin utspelar sig en liknande strävan efter ett perfekt liv. Gauguin överger sin hustru och barn och arbetet som börsmäklare i Paris, för att kunna utöva sin passion för måleri. I denna process han tar avstånd från den europeiska civilisationen, flyr till Tahiti och Franska Polynesien för att få inspiration. Två liv som förefaller totalt motsatta sammanfaller i en kamp med samma mål, sökandet efter ett perfekt ideal, sökandet efter ett förlorat paradis.
Verket fångar ett djupt meddelande om människans villkor: utopin kommer ur formen att vara människa, varje person söker sin utopi, sin lycka, sin dröm, många gånger ofullständigt, ibland stympat, när det inte är möjligt.